# Gran Premio Industria e Artigianato 2010
Il Gran Premio Industria e Artigianato 2010, quarantaquattresima edizione della corsa e trentaquattresima con questa denominazione, valido come evento dell'UCI Europe Tour 2010 categoria 1.1, si svolse il 1º maggio 2010 su un percorso totale di 200 km. Fu vinto dall'italiano Daniele Ratto che terminò la gara in 4h48'20", alla media di 41,618  km/h.
Partenza con 132 ciclisti, dei quali 68 portarono a termine il percorso.

## Squadre e corridori partecipanti
| N.    | Cod. | Squadra                   |
| ----- | ---- | ------------------------- |
| 1-8   | CDC  | CDC-Cavaliere             |
| 11-18 | FLM  | Ceramica Flaminia-Bossini |
| 21-28 | ADR  | Adria Mobil               |
| 31-38 | ISD  | ISD-Neri                  |
| 41-48 | CMO  | Carmiooro-N.G.C.          |
| 51-58 | PPO  | Nippo                     |
| 61-68 | ASA  | Acqua & Sapone            |
| 71-78 | DER  | De Rosa-Stac Plastic      |
| 81-88 | AND  | Androni Giocattoli        |

| N.      | Cod. | Squadra                      |
| ------- | ---- | ---------------------------- |
| 91-98   | LIQ  | Liquigas-Doimo               |
| 101-108 | COG  | Colnago-CSF Inox             |
| 111-118 | ARH  | Atlas Personal-BMC           |
| 121-128 | TFB  | Tecnofilm-Betonexpressz 2000 |
| 131-138 | RAR  | Zheroquadro-Radenska         |
| 141-148 | PCB  | Price-Custom Bikes           |
| 151-158 | KCT  | Kalev Chocolate Team         |
| 161-168 | VBG  | Vorarlberg-Corratec          |
| 171-178 | MKT  | Meridiana-Kamen Team         |

## Ordine d'arrivo (Top 10)
| Pos. | Corridore            | Squadra       | Tempo    |
| ---- | -------------------- | ------------- | -------- |
| 1    | Daniele Ratto        | Carmiooro     | 4h48'20" |
| 2    | Miguel Ángel Rubiano | Meridiana     | s.t.     |
| 3    | Franco Pellizotti    | Liquigas      | s.t.     |
| 4    | Simon Clarke         | ISD-Neri      | s.t.     |
| 5    | Jackson Rodríguez    | Androni Gioc. | s.t.     |
| 6    | Tomaz Nose           | Adria Mobil   | s.t.     |
| 7    | Massimiliano Gentili | Cer. Flaminia | s.t.     |
| 8    | José Serpa           | Androni Gioc. | a 10"    |
| 9    | Davide Cimolai       | Liquigas      | a 55"    |
| 10   | Roberto Ferrari      | De Rosa       | s.t.     |